# Khaled Ferhati
 (février 2019).
Khaled Derhati est un footballeur algérien né le 29 septembre 1978 à El-Harrach dans la banlieue d'Alger. Il évoluait au poste de milieu de terrain.

## Biographie
Il évolue en Division 1 avec les clubs de l'USM El Harrach, du NA Hussein Dey, et enfin de l'ASO Chlef.
Il dispute notamment 16 matchs en première division lors de la saison 2003-2004 (trois buts), et 20 matchs en 2004-2005 (trois buts également).

## Palmarès
- Champion d'Algérie en 1998 avec l'USM El Harrach
- Vainqueur de la Coupe d'Algérie en 2005 avec l'ASO Chlef
- Accession en Ligue 1 en 2000 avec l'USM El Harrach